# Challenge Trophy 1989
De Challenge Trophy 1989 was het 67e seizoen van Canada's nationale mannenvoetbalbeker voor provinciale kampioenen. De bekercompetitie vond plaats van vrijdag 6 oktober tot maandag 9 oktober 1989 in St. John's (Newfoundland). De kwalificatiewedstrijden werden gespeeld in de maand september.

## Deelnemende teams
Alle tien de Canadese provincies vaardigden een team af om deel te nemen aan het Challenge Trophy-seizoen van 1989. De provincies Brits-Columbia, Alberta, Manitoba en de organiserende provincie Newfoundland waren onmiddellijk gekwalificeerd voor het hoofdtoernooi. De zes andere provincies dienden eerst in eigen regio door de kwalificatiematchen te geraken. Het betrof:
| Provincie            | Team                      | Plaats        |
| -------------------- | ------------------------- | ------------- |
| Alberta              | Edmonton Italia Canadians | Edmonton      |
| Brits-Columbia       | Vancouver                 | Vancouver     |
| Manitoba             | Winnipeg Lucania          | Winnipeg      |
| New Brunswick        | Saint John Bicentennial   | Saint John    |
| Newfoundland         | Holy Cross FC             | St. John's    |
| Nova Scotia          | Halifax King of Donair    | Halifax       |
| Ontario              | Scarborough Azzurri       | Scarborough   |
| Prince Edward Island | Sports Page               | Charlottetown |
| Québec               | Hampstead SC              | Hampstead     |
| Saskatchewan         | Saskatoon United          | Saskatoon     |

## Kwalificaties

### Format
De drie Maritieme Provincies speelden begin september in Halifax een minitoernooi om op basis van een puntenklassement te bepalen welke onder hen naar het hoofdtoernooi in St. John's mocht. Eind september deden de respectievelijke ploegen van Ontario, Québec en Saskatchewan hetzelfde op de terreinen van het Seneca College in North York (bij Toronto).

### Kwalificaties Maritieme Provincies
| Datum       |                         | Uitslag |                         |
| ----------- | ----------------------- | ------- | ----------------------- |
| 1 september | Halifax King of Donair  | 3–1     | Sports Page             |
| 2 september | Saint John Bicentennial | 1–0     | Sports Page             |
| 3 september | Halifax King of Donair  | 2–1     | Saint John Bicentennial |

|     | Nr. | Club                    | GS | W | G | V | DV | DT | DS | PTN |
| --- | --- | ----------------------- | -- | - | - | - | -- | -- | -- | --- |
| Kw. | 1.  | Halifax King of Donair  | 2  | 2 | 0 | 0 | 5  | 2  | +3 | 4   |
|     | 2.  | Saint John Bicentennial | 2  | 1 | 0 | 1 | 2  | 2  | 0  | 2   |
|     | 3.  | Sports Page             | 2  | 0 | 0 | 2 | 1  | 4  | -3 | 0   |

Halifax King of Donair wist zich te kwalificeren voor het hoofdtoernooi door het maximum van vier punten (twee overwinningen) te behalen.

### Kwalificaties Centraal-Canada
| Datum        |                     | Uitslag |                  |
| ------------ | ------------------- | ------- | ---------------- |
| 22 september | Scarborough Azzurri | 5–1     | Hampstead SC     |
| 23 september | Hampstead SC        | 2–3     | Saskatoon United |
| 24 september | Scarborough Azzurri | 2–1     | Saskatoon United |

|     | Nr. | Club                | GS | W | G | V | DV | DT | DS | PTN |
| --- | --- | ------------------- | -- | - | - | - | -- | -- | -- | --- |
| Kw. | 1.  | Scarborough Azzurri | 2  | 2 | 0 | 0 | 7  | 2  | +5 | 4   |
|     | 2.  | Saskatoon United    | 2  | 1 | 0 | 1 | 4  | 4  | 0  | 2   |
|     | 3.  | Hampstead SC        | 2  | 0 | 0 | 2 | 3  | 8  | -5 | 0   |

Scarborough Azzurri wist zich te kwalificeren voor het hoofdtoernooi door het maximum van vier punten (twee overwinningen) te behalen.

## Hoofdtoernooi

### Format
De zes voor het hoofdtoernooi gekwalificeerde teams werden ingedeeld in twee poules. Van vrijdag 6 tot en met zondag 8 oktober werd de poulefase afgewerkt. Daarin speelde ieder team tegen de twee andere teams in zijn poule om zo tot een klassement te komen.
De eindronde vond plaats op maandag 9 oktober. De twee poulewinnaars namen het dan tegen elkaar op in de Challenge Trophy-finale. De teams die tweede eindigden namen het diezelfde dag tegen elkaar op in de wedstrijd om het brons. De twee laatst geplaatsten speelden een troostmatch voor de vijfde plaats.

### Poule 1
| Datum     |                  | Uitslag |                        |
| --------- | ---------------- | ------- | ---------------------- |
| 6 oktober | Holy Cross       | 5–1     | Halifax King of Donair |
| 7 oktober | Winnipeg Lucania | 5–0     | Halifax King of Donair |
| 8 oktober | Holy Cross       | 2–1     | Winnipeg Lucania       |

|   | Nr. | Club                   | GS | W | G | V | DV | DT | DS | PTN |
| - | --- | ---------------------- | -- | - | - | - | -- | -- | -- | --- |
| F | 1.  | Holy Cross             | 2  | 2 | 0 | 0 | 7  | 2  | +5 | 4   |
|   | 2.  | Winnipeg Lucania       | 2  | 1 | 0 | 1 | 6  | 2  | +4 | 2   |
|   | 3.  | Halifax King of Donair | 2  | 0 | 0 | 2 | 1  | 10 | -9 | 0   |

### Poule 2
| Datum     |                           | Uitslag |                     |
| --------- | ------------------------- | ------- | ------------------- |
| 6 oktober | Edmonton Italia Canadians | 2–2     | Scarborough Azzurri |
| 7 oktober | Vancouver Westside        | 2–4     | Scarborough Azzurri |
| 8 oktober | Edmonton Italia Canadians | 2–0     | Vancouver Westside  |

|   | Nr. | Club                      | GS | W | G | V | DV | DT | DS | PTN |
| - | --- | ------------------------- | -- | - | - | - | -- | -- | -- | --- |
| F | 1.  | Scarborough Azzurri       | 2  | 1 | 1 | 0 | 6  | 4  | +2 | 3   |
|   | 2.  | Edmonton Italia Canadians | 2  | 1 | 1 | 0 | 4  | 2  | +2 | 3   |
|   | 3.  | Vancouver Westside        | 2  | 0 | 0 | 2 | 2  | 6  | -4 | 0   |

### Eindronde
De volledige eindronde werd afgewerkt op 9 oktober 1989 in St. John's. Het was de derde keer in de geschiedenis dat die stad de eindronde organiseerde. De finale werd gespeeld voor 2.000 toeschouwers in het King George V Park, het grootste stadion van Newfoundland. De bronzen wedstrijd werd gespeeld op de Feildianterreinen en de troostmatch op de Wishingwellterreinen (beide eveneens in St. John's).
In de finale won Scarborough Azzurri met 2-3 van de thuisploeg en winnaar van vorig seizoen Holy Cross FC. Het betrof de twaalfde eindoverwinning voor de provincie Ontario.
De bronzen medaille ging naar Winnipeg Lucania uit Manitoba.
| Wedstrijd     |                        | Uitslag |                           |
| ------------- | ---------------------- | ------- | ------------------------- |
| Finale        | Holy Cross FC          | 2–3     | Scarborough Azzurri       |
| Bronzen match | Winnipeg Lucania       | 3–2     | Edmonton Italia Canadians |
| Troostmatch   | Halifax King of Donair | 4–2     | Vancouver Westside        |